# 伊凱斯特
伊凱斯特（丹麥語：Ikast），丹麥日德蘭半島上的一座城市，伊凱斯特-布蘭德市鎮的行政中心。